# Летонија на Светском првенству у атлетици у дворани 2022.
Летонија је учествовала на 18. Светском првенству у атлетици у дворани 2022. одржаном у Београду од 18. до 20. марта петнаести пут, односно учествовала је под данашњим именом на свим првенствима од 1993. до данас. Репрезентацију Летоније представљала је 1 атлетичарка која се такмичила у трци на 400 метара.,
На овом првенству такмичака Летоније није освојила ниједну медаљу али је остварила најбољи резултат сезоне.

## Учесници
Жене:
- Гунта Ваичуле — 400 м

## Резултати

### Жене
| Атлетичарка   | Дисциплина | Лични рекорд | Квалификације   | Квалификације | Полуфинале            | Полуфинале            | Финале                | Финале  | Детаљи |
| Атлетичарка   | Дисциплина | Лични рекорд | Резултат        | Место         | Резултат              | Место                 | Резултат              | Место   | Детаљи |
| ------------- | ---------- | ------------ | --------------- | ------------- | --------------------- | --------------------- | --------------------- | ------- | ------ |
| Гунта Ваичуле | 400 м      | 51,37        | 53,05(.041) ЛРС | 6. у гр. 1    | Није се квалификовала | Није се квалификовала | Није се квалификовала | 20 / 28 |        |